# 名古屋市立千音寺小学校
名古屋市立千音寺小学校（なごやしりつ せんのんじしょうがっこう）は、名古屋市中川区千音寺4丁目147にある公立小学校。

## 歴史
1873年（明治6年）10月1日、行雲寺において謙慎学校が成立する。これは当地に従来存在した私塾や寺子屋の類を統一したものであった。1876年（明治9年）には名称を地名を冠した「千音寺学校」と改めた。1878年（明治11年）には校舎を赤星浦に移転し、1892年（明治25年）に赤星尋常小学校と名称を改めた。1907年（明治40年）には名称を千音寺尋常小学校と復し、1941年（昭和16年）に国民学校令による千音寺国民学校、1947年（昭和22年）に新学制による千音寺小学校へとそれぞれ名称を変更している。1953年（昭和28年）には校地を現在地へと移し、1955年（昭和30年）10月1日には海部郡富田町の名古屋市編入に伴い、名古屋市立千音寺小学校となり、現在に至っている。
1972年（昭和47年）には分校が設置されたが、これは1978年（昭和53年）に名古屋市立赤星小学校として分離独立したため、学区を分割している。

### 児童数の変遷
『愛知県小中学校誌』（2018年）によると、児童数の変遷は以下の通りである。
| 1947年（昭和22年） | 297人  |  |
| 1957年（昭和32年） | 243人  |  |
| 1967年（昭和42年） | 1218人 |  |
| 1977年（昭和52年） | 1531人 |  |
| 1987年（昭和62年） | 388人  |  |
| 1997年（平成9年）  | 839人  |  |
| 2007年（平成19年） | 859人  |  |
| 2017年（平成29年） | 695人  |  |

## 通学区域
所管する名古屋市教育委員会は、2024年（令和6年）11月23日現在、中川区のうち、千音寺四丁目・千音寺五丁目・長須賀一丁目（一部）・新家二丁目（一部）・服部一丁目・服部二丁目（一部）・服部三丁目・服部四丁目・服部五丁目・七反田町・吉津二丁目（一部）・吉津三丁目（一部）・吉津四丁目・吉津五丁目および富田町大字千音寺（字十六割・字三ノ坪・字西福正・字東福正・字南島・字向江・字諸桑）の全域および富田町大字千音寺仏供田の一部・大字服部（字鵜ノ首・字君矢田）の全域を通学区域として指定している。
また、卒業後の進学先は名古屋市立はとり中学校となっている。

## 交通アクセス
- 名古屋市営バス千音寺停留所が最寄りバス停である[WEB 1]。なお、ほぼ同じ場所に名鉄バス（岩塚線）の同名のバス停があり、名鉄バスでのアクセスも可能である。

### WEB
1. 1 2  名古屋市役所教育委員会事務局総務部企画経理課企画統計係 (2018年9月18日). “中川区の小・中学校一覧”.   名古屋市. 2018年11月14日閲覧。
2. ↑  名古屋市教育委員会事務局総務部教育環境計画室計画係 (2018年9月1日). “名古屋市立小・中学校の通学区域一覧（中川区）” (PDF).   名古屋市. 2018年11月15日閲覧。
3. ↑  名古屋市教育委員会事務局総務部教育環境計画室計画係 (2018年9月1日). “名古屋市立小・中学校の通学区域一覧（中川区富田町）” (PDF).   名古屋市. 2018年11月15日閲覧。
4. ↑  教育委員会事務局総務部教育環境計画室計画係 (2018年4月1日). “名古屋市立中学校区一覧（小→中）” (PDF).   名古屋市. 2018年11月14日閲覧。

### 文献
1. 1 2 3 4 5 6 7  中川区制50周年記念誌編集委員会 1987, p. 426.
2. ↑  六三制教育七十周年記念 愛知県小中学校誌 合同記念誌編集特別委員会 2018, p. 228.